# 江州区
江州区是中国广西壮族自治区崇左市所辖的一个市辖区，2003年8月6日挂牌成立，以原崇左县的行政区域为江州区的行政区域。总面积为2,902平方公里，區人民政府駐新民路16號。

## 行政区划
江州区下辖3个街道办事处、6个镇、2个乡：
太平街道、江南街道、石景林街道、新和镇、濑湍镇、江州镇、左州镇、那隆镇、驮卢镇、罗白乡、板利乡、新和华侨农场和左江华侨农场。
2012年，江州区撤销太平镇，设立太平、江南、石景林3个街道办事处。

## 人口
2020年，江州區户籍總人口38.13萬人，其中男性20.43萬人，女性17.69萬人。常住人口43.6萬人，常住城鎮人口26.54萬人，比2010年增加13.68萬人，城鎮化率60.88%。有壯、漢、瑤、回、苗、侗等10多個民族，少數民族佔總人口數的80%以上。

## 交通
- 南友高速、 钦那高速、 崇左绕城高速、 322国道、 359国道
- 濑湍站、崇左站：湘桂鐵路
- 崇左南站：南憑高速鐵路

## 风景名胜
- 左江斜塔
- 花山岩画